# 特氏紫鱸
特氏紫鱸（學名：Aulacocephalus temminckii），又稱琉璃黑鱸、紫鱸，俗名黃帶肥皂魚、紫斑，為輻鰭魚綱鱸形目鱸亞目鮨科的其中一個種。

## 分布
本魚分布於印度洋－西太平洋區，包括紅海、東非、日本、台灣、菲律賓、印尼、澳洲、紐西蘭等海域。

## 深度
水深20至64公尺。

## 特徵
本魚體側扁而略延長，口裂開且深，各鰭均無細絲狀且延長。體被中型櫛鱗，附著監牢，體側有條黃色縱線，由吻尖通過眼眶，經背鰭下方，直伸展到尾柄部，此黃色帶有時向前可由吻尖下伸到主上頷骨外緣，在背鰭下的黃色縱帶也可能擴展到背鰭鰭膜。全身呈深藍色，各鰭膜也是如此。背鰭有硬棘9枚，軟條12枚；臀鰭有硬棘3枚，第三枚最大，軟條9條；有孔側線鱗片樹76至82枚。體長可達40公分。

## 生態
本魚主要棲息在岩石海域或偶而出現在珊瑚礁區，主要以其他魚類為食，此魚顏色鮮艷，為一種警戒色（alarm color），以警告其他魚類不要吞食牠。當受到刺激時，本魚皮膚黏液細胞會分泌有毒的黑鱸素（grammistin）。

## 經濟利用
有毒，非食用魚，可作觀賞魚，但須單獨飼養，以免分泌的黑鱸素造成同水體其他生物中毒。